# Fendley Glacier
Fendley Glacier är en glaciär i Antarktis. Den ligger i Östantarktis. Nya Zeeland gör anspråk på området. Fendley Glacier ligger 228 meter över havet.
Terrängen runt Fendley Glacier är kuperad österut, men åt sydväst är den bergig. Havet är nära Fendley Glacier åt nordost.  Trakten är obefolkad. Det finns inga samhällen i närheten.